# روكا دي نيتو
روكا دي نيتو (بالإيطالية: Rocca di Neto) هي كومونا ومدينة في مقاطعة كروتوني، في قلورية، جنوب إيطاليا.